# Georgetown, Lancaster County, Pennsylvania
Georgetown är en ort i Lancaster County i delstaten Pennsylvania, USA.